# Reiner Geweke
Reiner Geweke (* 27. September 1955; † 28. November 2022) war ein deutscher Fußballspieler. 
Als Nachwuchsspieler rückte Geweke in der Bundesligasaison 1974/75 in den Kader des Wuppertaler SV auf, ohne jedoch auf einen Einsatz zu kommen. Nach dem Abstieg des WSV kam der Stürmer in der 2. Bundesliga von 1975 bis 1977 auf 28 Spiele und erzielte in diesen drei Tore. Für Rot-Weiß Oberhausen erzielte er in der Oberliga Nordrhein 1981/82 17 Saisontore in 30 Einsätzen. In der darauffolgenden Spielzeit wechselte Reiner Geweke zum Ligakonkurrenten Schwarz-Weiß Essen. Mit dem ETB erreichte er nur einen Mittelfeldplatz, wurde aber mit 30 Treffern Torschützenkönig der Oberligaspielzeit 1982/83. In der Oberligasaison 1984/85 errang Geweke mit den Schwarz-Weißen die Vizemeisterschaft hinter dem Lokalrivalen Rot-Weiss Essen. 1986 verließ er den ETB und wechselte zur SSVg Velbert.